# William Howard (1er baron Howard d'Effingham)
Pour les articles homonymes, voir William Howard et Howard.
William Howard (vers 1510–12 janvier 1573), 1er baron Howard d’Effingham, diplomate anglais et favori d'Henri VIII, est lord-grand-amiral sous les règnes de Marie Ire et d'Élisabeth Ire.

## Biographie

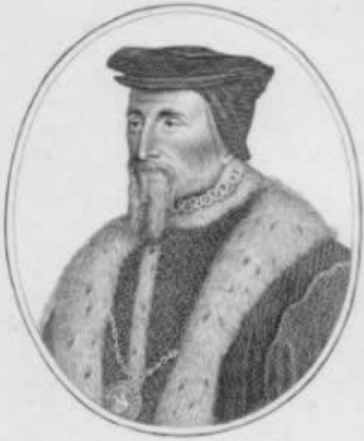
Howard of Effingham, grand chambellan et lord-grand-amiral d'Angleterre.

Il est le fils cadet de Thomas Howard, 2e duc de Norfolk, et d'Agnès Tilney, sa seconde épouse. Il est un favori du roi Henri VIII. Il portait les honneurs de sénéchal lors du couronnement d’Anne Boleyn, qui était d'ailleurs une fille de sa demi-sœur, la comtesse de Wiltshire.
William reçut des missions diplomatiques en Écosse et en France. Mais en 1541, il fut accusé de complicité et d'adultère avec sa nièce Catherine Howard, alors cinquième reine consort d'Henri VIII, et condamné pour complicité passive, mais fut pardonné.
Nommé gouverneur de Calais en 1552 puis lord-grand-amiral en 1553, la reine Marie l'éleva au rang de baron Howard of Effingham en 1554 pour sa défense de Londres lors de la révolte de Thomas Wyatt le Jeune. Mais il s'était lié d'amitié avec la princesse Élisabeth Tudor, et seule sa popularité en tant que chef de la marine de guerre lui épargna le courroux de la reine Marie. Lorsque la princesse fut à son tour couronnée reine, William d'Effingham rejoignit les plus hauts offices du royaumes.
Il épousa Margaret Gamage, et leur fils Charles Howard, 2e baron Howard of Effingham devait par la suite s'illustrer par ses exploits militaires et être élevé au rang de comte de Nottingham. Les comtes d'Effingham sont des descendants de son fils cadet William Howard. Sa fille, Lady Douglas Howard (née en 1545), donnera naissance à Robert Dudley, dit de Warwick par son union morganatique avec le comte de Leicester.
L'école de Whitgift School occupe le site de la gentilhommière des lords d'Effingham, et une maquette du HMS Ark Royal (1587), accrochée au clocher, commémore les grands amiraux de la famille.  Un portrait en pied du baron d'Effingham, exécuté par Daniël Mijtens, est suspendu au-dessus de la cheminée dans le Biliards Room à Nostell Priory, géré par le National Trust, près de Wakefield, Yorkshire de l'Ouest.